# Repubblica (metropolitana di Roma)
Repubblica è una stazione della linea A della metropolitana di Roma.

## Storia
La stazione fu costruita come parte della prima tratta della linea A da Anagnina a Ottaviano, ed entrò in servizio il 16 febbraio 1980.
La stazione prende il suffisso di Repubblica-Teatro dell'Opera a causa della vicinanza all'omonimo teatro.
Il 23 ottobre 2018 una scala mobile è collassata ferendo 24 persone, in gran parte tifosi del PFK CSKA diretti allo Stadio Olimpico. Inizialmente si credette che la colpa fosse ascrivibile ai passeggeri, che secondo le testimonianze "saltavano e urlavano" sull'impianto. Successivamente, con l'apertura di un'indagine, fu rilevato che erano state condotte manutenzioni insufficienti sugli stessi impianti.
Il 26 giugno 2019 la stazione ha riaperto al pubblico.

## Struttura e impianti
La stazione è sotterranea, con due binari che in corrono in due gallerie parallele, serviti da due banchine centrali. Il piano binari, scavato a foro cieco, è collegato al mezzanino superficiale, scavato a cielo aperto, attraverso rampe di scale e scale mobili.
Durante i lavori di costruzione della fermata furono trovati resti archeologici che richiesero la progettazione di una variante.
I ruderi messi a nudo sono visibili nell'atrio della stazione, protetti da teche di cristallo.

## Interscambi
- Fermata autobus ATAC
- Fermata filobus (linea 60)

## Servizi
- Biglietteria automatica